# Рокин Сидни
Сидни Симьен (англ. Sidney Simien) известный под псевдонимом Рокин Сидни (англ. Rockin' Sidney); 9 апреля 1938, Лебью, Луизиана, США — 25 февраля 1998, Лейк-Чарльз, Луизиана, США) — американский зайдеко и блюзовый мультиинструменталист, вокалист и автор песен. Лауреат премии Грэмми в номинации «Лучшая этническая или традиционная народная запись» (1985), номинант Грэмми в той же номинации (1986). Лауреат Blues Music Awards в номинации «Песня года» (1985).

## Биография
Сидни Симьен родился в 9 апреля 1938 года на невключённой территории Лебью, штат Луизиана в креольской франкоговорящей семье в семье Антуана Симьена, выходца из Марселя и Мари Симьен, афроамериканки и владелицы плантации. Начал играть на гитаре в детстве и в 14 или 15 лет уже выступал профессионально, аккомпанируя себе на гитаре и губной гармонике. В несколько более позднем возрасте Сидни Симьен создал свою группу Sidney Simien and His All Stars с участием нескольких членов его семьи. В 1957 году он записал свой первый сингл «Make Me Understand». На тот момент музыкант не играл каджунскую музыку, которая принесла ему успех в последующие годы карьеры. Находясь под сильным влиянием местных музыкантов, таких как Слим Харпо или группы Cookie and his Cupcakes, Сидни Симьен писал музыку в основном в стиле R&B, и записывался например с таким музыкантами, как Кэти Уэбстер. C 1957 по 1962 год на Jin Records он выпустил девять синглов под псевдонимом Рокин Сидни. 
В 1962 году его сингл «No Good Woman» стал небольшим хитом в Луизиане и Восточном Техасе, зато обратная сторона сингла с песней «You Ain’t Nothing But Fine» привлекла к нему внимание как к композитору уже на национальном уровне. Впоследствии The Fabulous Thunderbirds выпустила кавер этой песни на своём дебютном альбоме в 1979 году. Затем Сидни выпустил сингл «She’s My Morning Coffee»/«Calling You». В 1965 году он и его группа The Dukes подписал контракт с Goldband Records. В это время он поменял свой стиль, стал носить тюрбан и называть себя «Count Rockin' Sidney». С 1965 по конец 1970-х Рокин Сидни выпустил на Goldband Records более 50 синглов, музыка на которых варьировалась от современного блюза до R&B или соула. Ни один сингл не имел большого успеха. 
В конце 1970-х Сидни выступал с сольным органным концертом в Лейк-Чарльзе, где он вдруг осознал растущую популярность зайдеко. Он добавил аккордеон в свой репертуар, и сосредоточился на традиционной народной музыке Луизианы, которая была ему давно знакома по его креольскому происхождению. Его пародии на Клифтона Шенье и Бакуита Зайдеко стали одними из самых ярких моментов его выступлений. Первый альбом в стиле зайдеко Give Me a Good Time Woman был выпущен в 1982 году на лейбле Maison de Soul, затем последовали также успешные Joy To The South и Boogie, Blues 'N' Zydeco
В 1984 году Рокин Сидни достиг пика своей карьеры выпустив альбом «My Toot-Toot». Он записал весь альбом в своей домашней студии в Лейк-Чарльзе и сам играл на всех инструментах. Сингл «My Toot-Toot» вышел в начале 1985 года. Он взорвал чарты Луизианы и Техаса. Музыкант передал права на распространение альбома в Epic Records, которая выпустила его в общенациональном масштабе. Песня продавалась миллионными тиражами, получила «платиновый» статус, стала лауреатом Грэмми в номинации «Лучшая этническая или традиционная народная запись» и лауреатом Blues Music Awards в номинации «Песня года». Песня стала первым международным хитом в стиле зайдеко. Рокин Сидни был представлен в журналах People , Rolling Stone, Billboard и Music City News и появлялся в многочисленных национальных телешоу. Песню «My Toot Toot» можно услышать в фильмах «Тяжёлый случай» (2006) , «Хороший полицейский» (1991) и «Большой кайф» (1986). Кавер-версии песни записали многие другие исполнители, включая Фэтса Домино, Дениз Ласаль и Джона Фогерти; некоторые из версий поднялись в хит-парадах ещё выше оригинала. Испаноязычная версия в исполнении группы La Sonora Dinamita под названием «Mi Cucu» была продана в Центральной и Южной Америке в количестве более миллиона копий, а немецкоязычная «Mein Tuut Tuut» в 1985 году добралась до 15 места в Германии. Как отметил один из обозревателей «Мир сошел с ума по Toot Toot в 1985 году».
На гонорары Сидни Рокин приобрёл KAOK в Лейк-Чарльзе, развлекательный комплекс Festival City и основал собственный лейбл ZBC Record. После успеха песни музыкант гастролировал по США и Европе и много записывался, исполняя все партии, но такого же успеха уже не достиг. 
Сидни Рокин умер в 1998 году от рака гортани, оставив после себя жену, трёх сыновей и четырёх внуков. Похоронен на кладбище при местной церкви в Лебью. 

## Дискография

### Альбомы
| Год  | Альбом                                    | Позиция в чартах | Позиция в чартах |
| Год  | Альбом                                    | US Country       | Billboard 200    |
| ---- | ----------------------------------------- | ---------------- | ---------------- |
| 1982 | Give Me a Good Time Woman                 |                  |                  |
| 1982 | Joy To The South                          |                  |                  |
| 1983 | A Holiday Celebration With Rockin' Sidney |                  |                  |
| 1983 | Boogie, Blues 'N' Zydeco                  |                  |                  |
| 1984 | My Zydeco Shoes Got the Zydeco Blues      |                  |                  |
| 1985 | My Toot Toot                              | 13               | 166              |
| 1986 | Hot Steppin'                              |                  |                  |
| 1987 | Creola: The Talk Of The Town              |                  |                  |
| 1988 | Live With The Blues                       |                  |                  |
| 1988 | Squeeze That Thang!                       |                  |                  |
| 1990 | Good Time Zydeco                          |                  |                  |
| 1992 | Mais Yeah Chere!                          |                  |                  |
| 2002 | King Zydeco                               |                  |                  |
| 2002 | I'm Your Man                              |                  |                  |